# دانيال سبنسر
دانيال سبنسر (بالإنجليزية: Danielle Spencer)‏ هي كاتبة غنائية ومغنية وممثلة أسترالية، ولدت في 16 مايو 1969 بسيدني في أستراليا.

## وصلات خارجية
- دانيال سبنسر على موقع IMDb (الإنجليزية)
- دانيال سبنسر على موقع ألو سيني (الفرنسية)
- دانيال سبنسر على موقع ميوزك برينز (الإنجليزية)
- دانيال سبنسر على موقع أول موفي (الإنجليزية)
- دانيال سبنسر على موقع قاعدة بيانات الأفلام السويدية (السويدية)
- دانيال سبنسر على موقع إن إن دي بي (الإنجليزية)
- دانيال سبنسر على موقع ديسكوغز (الإنجليزية)
- دانيال سبنسر على موقع قاعدة بيانات الفيلم (الإنجليزية)
- دانيال سبنسر على موقع كينوبويسك (الروسية)
- دانيال سبنسر على موقع كينوبويسك (الروسية)